# Tadeusz Wołoszyn

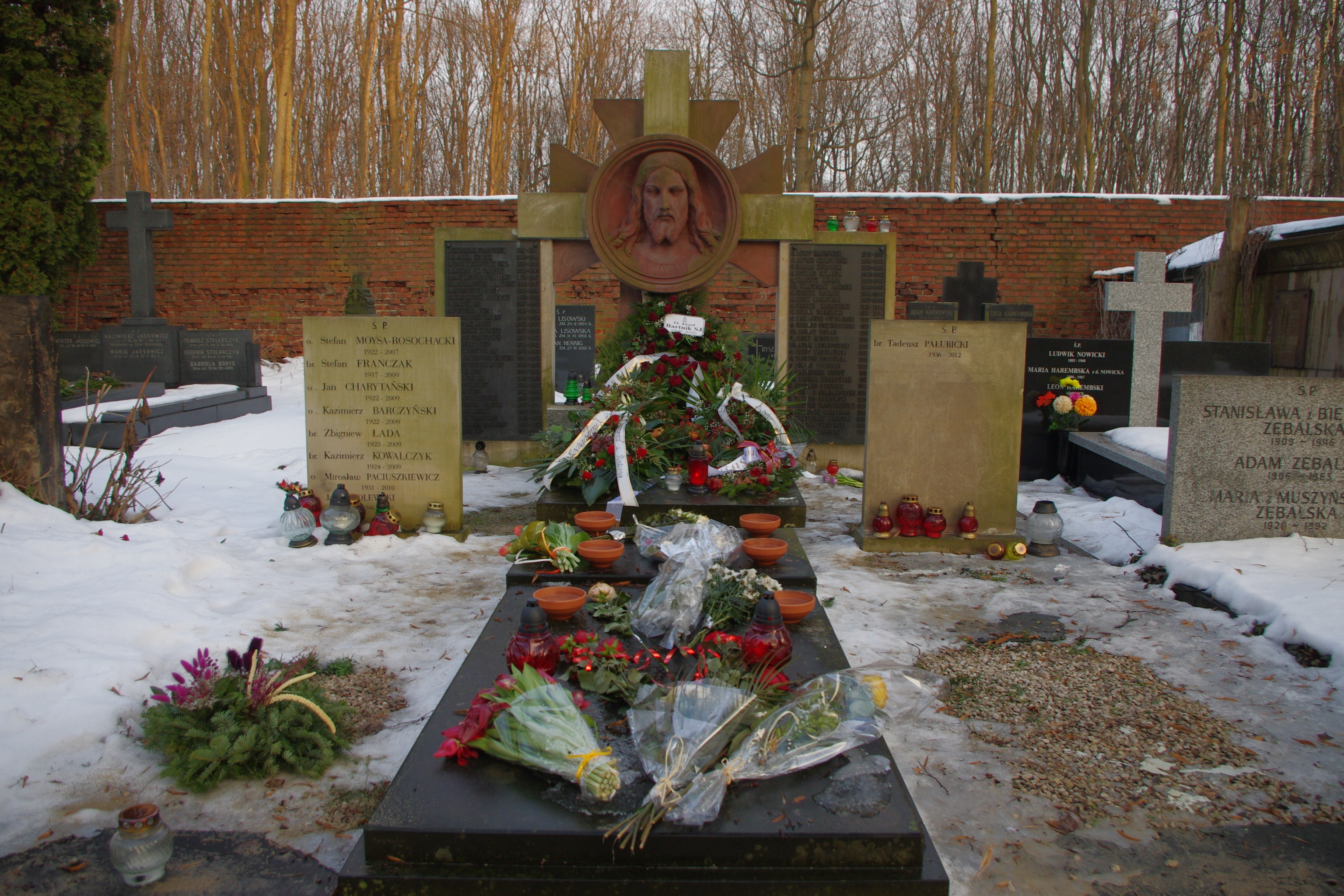
Grobowiec Zakonu Jezuitów na cmentarzu Powązkowskim w Warszawie (kwatera 216-5/6-1/2), pochowany jest w nim między innymi: Tadeusz Wołoszyn

Tadeusz Aleksander Wołoszyn (ur. 12 maja 1931 w Hucie Lubyckiej, zm. 15 stycznia 2018 w Warszawie) – polski duchowny rzymskokatolicki, jezuita, doktor habilitowany nauk humanistycznych, profesor nadzwyczajny Papieskiego Wydziału Teologicznego w Warszawie.

## Życiorys
17 sierpnia 1951 rozpoczął w Kaliszu nowicjat w zakonie jezuitów. Studiował w Starej Wsi, w Krakowie (1954–1957) i w Warszawie (1958–1962). Święcenia kapłańskie otrzymał 31 lipca 1961 w Warszawie z rąk bpa Jerzego Modzelewskiego. Uzyskał tytuł magistra teologii na Wydziale Teologicznym Akademii Teologii Katolickiej w Warszawie. W 1976 otrzymał stopień naukowy doktora nauk teologicznych. Został nauczycielem akademickim na Papieskim Wydziale Teologicznym i w Akademii Teologii Katolickiej. W 1990 otrzymał stopień doktora habilitowanego nauk humanistycznych. W 1991 został profesorem nadzwyczajnym Papieskiego Wydziału Teologicznego w Warszawie. Pełnił szereg funkcji kościelnych.
18 stycznia 2018 został pochowany w grobowcu ojców jezuitów na cmentarzu Powązkowskim w Warszawie.